# Вокер, тексашки ренџер
Вокер, тексашки ренџер (енгл. Walker, Texas Ranger) је америчка телевизијска серија од 203 епизоде подељених у 9 сезона, премијерно емитована на CBS телевизији од 21. априла 1993. до 19. маја 2001. Комплетна серија је касније дистрибуисана као DVD издање.
У Србији је серија била премијерно емитована на каналу РТВ Пинк (1995-2008), а касније се приказивала на каналу Universal Channel (преко кабловске телевизије).
Назив песме на уводној шпици серије је "Eyes of a Ranger" а пева је Чак Норис.
{{quote|-{In the eyes of a ranger,
The unsuspecting stranger
Had better know the truth of wrong from right.
'Cause the eyes of a ranger are upon you,
Any wrong you do, he's gonna see.
When you're in Texas, look behind you,
'Cause that's where the rangers gonna be.}-|Уводна шпица}}

## Радња
Главни лик серије је Кордел Вокер (Чак Норис), тексашки ренџер из Даласа, који заједно са својим пријатељем и колегом Џејмсом Триветом истражује криминалне случаје. Са њима такође сарађује и заменица окружног тужиоца, Александра Кејхил, са којом ће се Вокер оженити у осмој сезони. Ликови се обично окупљају у бару њиховог пријатеља и бившег ренџера, Си Дија Паркера, који им понекада помаже у решавању случајева. У осмој сезони се појављују и ренџери Сидни Кук и Франсис Гејџ.
Серија је заснована на основним вредностима живота, као што су пријатељство, узајамна помоћ и борба против насиља, а посебно се истиче борба против сексизма, расизма и било које друге врсте дискриминације, као и на удаљавање младих од дроге и криминалних банди. 
Главни акценат у серији се ставља на борилачке вештине и индијанску културу (Вокер је пореклом Чироки), док су неке епизоде смештене у 19. век, у којима Чак Норис глуми ренџера Хејза Купера.

## Занимљивости
У децембру 2010. гувернер Тексаса Рик Пери је званично именовао Чака Нориса и његовог брата Арона Нориса (копродуцента серије) за почасне чланове тексашких ренџера.